# 中澤輝
中澤 輝（なかざわ あきら、1978年11月12日 - ）は、NHKのアナウンサー。

## 人物
長野県長野市出身。長野県長野高等学校、青山学院大学法学部卒業後、2002年に入局。身長は182cm。長女と長男がいる。

## 嗜好・挿話
- 四国地方には3度勤務。四国地方に対する恩義や思いを自ら公式ブログに綴っている[6]。
- マラソンを趣味のひとつとしており、1度目の松山放送局時代の2012年 - 2016年[6]、2度目時代の2020年は愛媛マラソンに出場していた[7]。また、長野放送局異動後の2023年4月は長野マラソンに出場した。
- 目標は「もっと全力でふるさと貢献。」[8]。
- 2度目の松山放送局と長野放送局勤務時代は単身赴任であったことを公言している。

## 過去の担当番組
高松放送局時代（2002年度 - 2006年度）
- ゆうどき香川がいっぱい（隔週キャスター：2006年4月10日  - 2007年3月23日）
- おはようかがわ[9]（不定期）
- 845かがわ（不定期）
- 645かがわ（不定期）
- 香川県のニュース・中継・リポート

横浜放送局時代（2007年度 - 2011年7月）　
- 神奈川県の中継・リポート
- スポーツ中継

松山放送局時代（1度目）（2011年8月 - 2015年度）
- 愛媛県・四国地方のニュース・中継・リポート
- おはようえひめ（隔週キャスター：2011年8月 - 2012年3月）
- おはよう四国[10]（キャスター：2012年4月 - 2014年3月）
- 伊予路てくてく（司会：2012年4月 - 2014年3月）
- 四国だ!ゴーゴー（不定期：2014年4月 - 2016年3月）
- えひめ845（不定期）
- 四国羅針盤（代理キャスター）
- いよ×イチ（代理キャスター）
- 世界で一番美しい瞬間「満月に祈りの灯をともすとき ミャンマー・バガン」（2014年12月4日）
- ひるブラ（2015年2月16日、10月13日）

東京アナウンス室時代（1度目）（2016年度 - 2018年度）
- 首都圏ネットワーク リポーター・ニュースリーダー（2016年3月25日 - 2017年3月）
- ニュース・気象情報・リポート（主に関東甲信越ローカル）
- ふるさと自慢うた自慢&ふるさと自慢コンサート（2016年4月 - 2017年3月）
- 首都圏ニュース845 （2016年8月15日）
- ニュースウオッチ9 ナレーション（2019年2月1日・滑川和男の代行）
- NHKニュースおはよう日本
  - リポーター（2017年4月 - 2019年3月）
  - 二宮直輝のキャスター代行（2017年9月23日、24日）
  - 新井秀和のキャスター代行（2018年7月21日、22日）
- ニュース645（不定期）
- ニュース・気象情報（不定期）
- ラジオニュース（不定期）
- 2018年7月の平成30年7月豪雨では、四国地方の高知県大月町等から災害情報を伝えた。
- 2018年9月の北海道胆振東部地震発生時には、厚真町やむかわ町などから中継を担当した。

松山放送局時代（2度目）（2019年度 - 2022年6月）
- ひめポン!（キャスター：2019年4月1日 - 2022年4月1日）
- ひめポン!845（不定期）
- おはよう四国（2022年4月 - 2022年6月）
- 愛媛県・四国地方のニュース
- コールサインアナウンス（テレビ、ラジオともに担当）

長野放送局時代（2022年7月 - 2025年6月）
- イブニング信州（編集責任者）
- ゆる信ワイド（編集責任者）
- 放送部副部長→コンテンツセンターアナウンスグループ統括
- どどどど!信州イチオシ（MC兼プロデューサー、「イチバン旅」旅人、2024年8月31日 - 2025年6月21日）
- 信州845（不定期）
- 長野県のニュース
- 長野局制作番組の編集責任者
- 緊急報道（長野放送局発）
- ひるまえほっと〜関東甲信越〜 （編責）

東京アナウンス室時代（2度目）（2025年7月 - ）